# Sibataniozephyrus fujisanus
Sibataniozephyrus fujisanus — видд дневных бабочек из семейства голубянок (Lycaenidae), распространённый на территории Юго-Восточной Азии.

## Описание

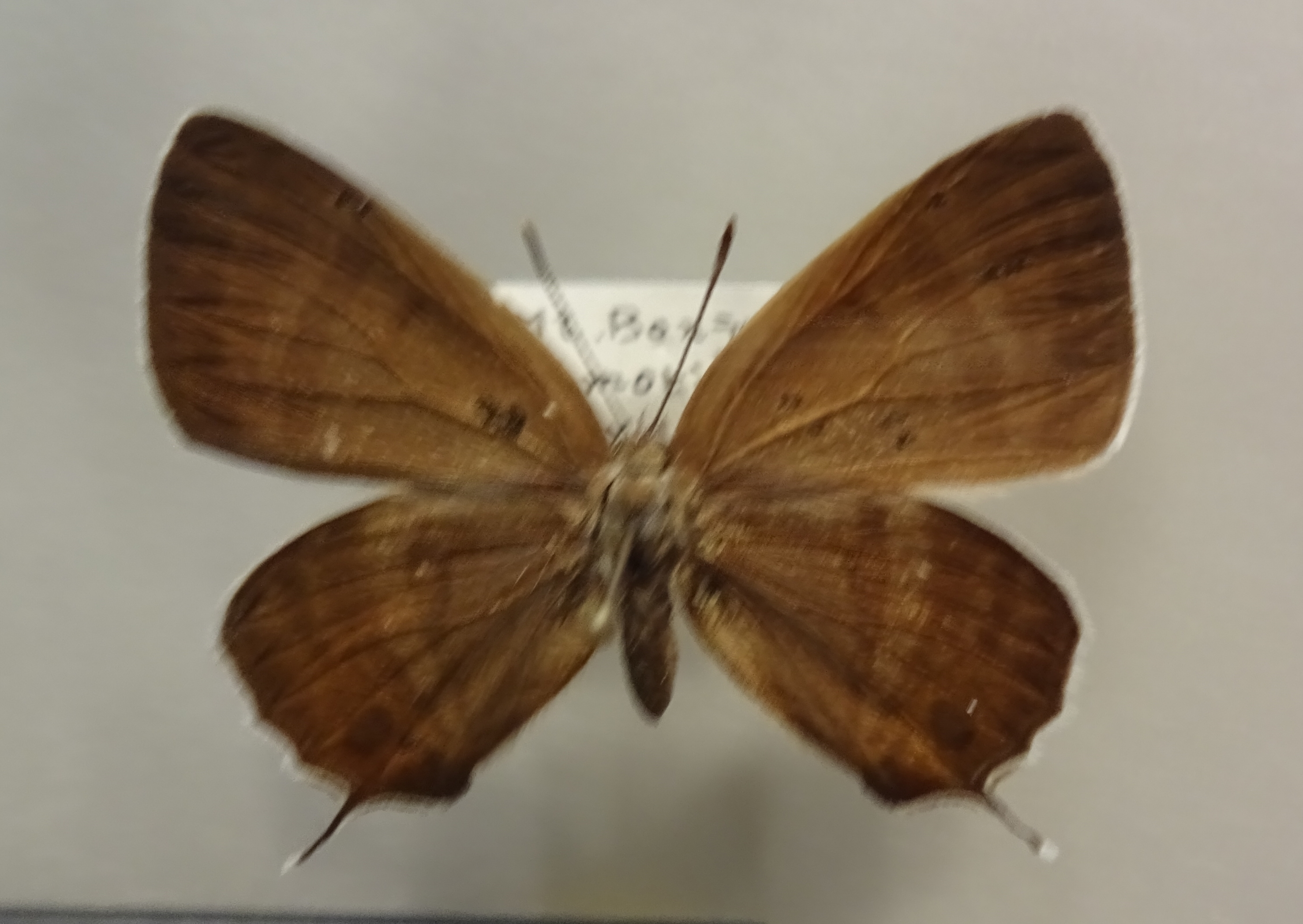
Самка

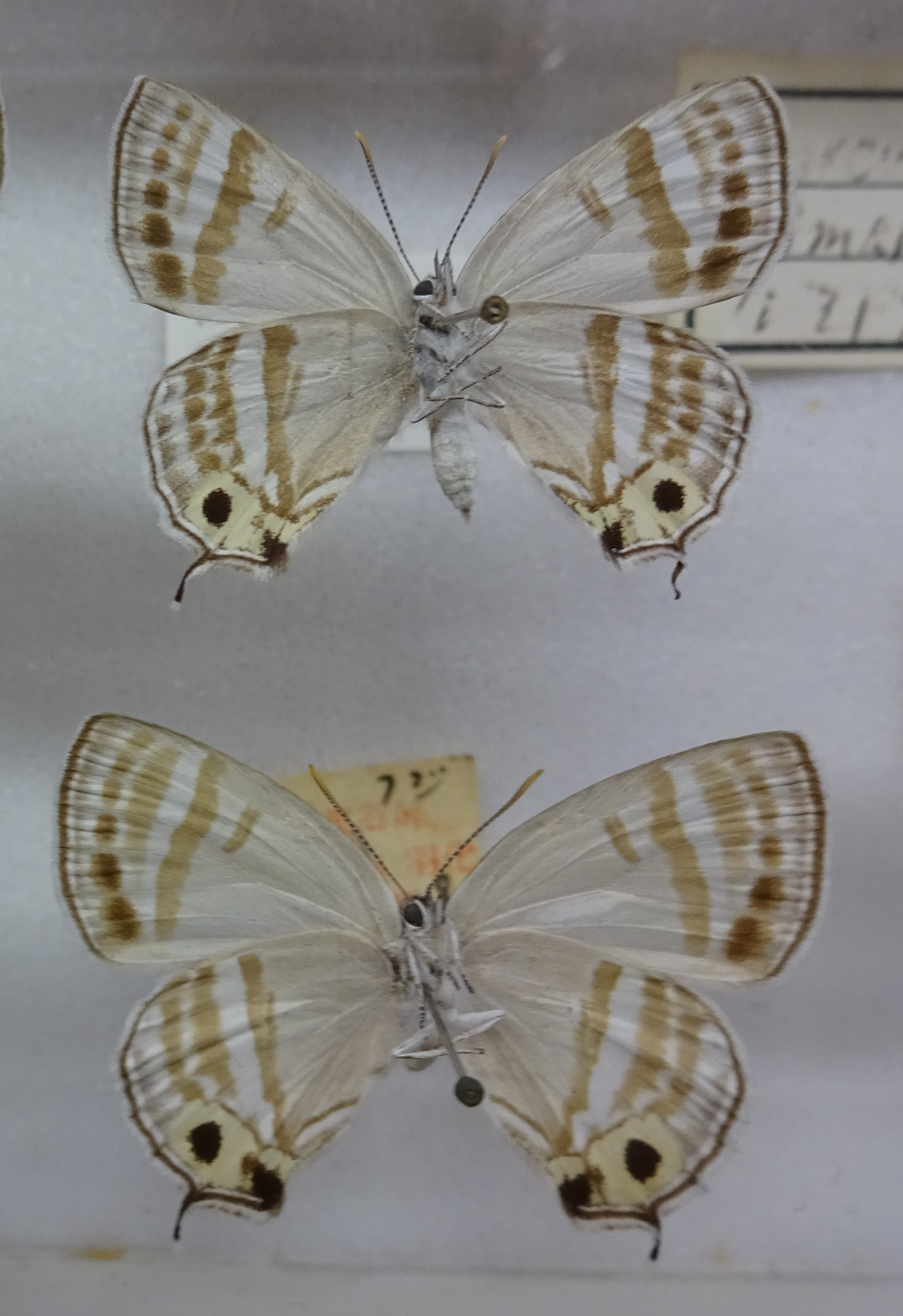
Нижняя сторона крыльев

Длина переднего крыла самцов 17 мм, самок 16—18 мм. Размах крыльев 30-37 мм. Верхняя сторона крыльев самцов с блестящая голубовато-синеватая и с широкой темной каймой. Верхняя сторона крыльев самок коричневая. Рисунок нижней стороны крыльев светлый с темными дискальными штрихами, переднее крыло с довольно широкой темной постдискальной полосой, практически доходящей до жилки А, и рядом округленных прикраевых пятен. Глаза волосатые. Передние лапки самцов несегментированные.

## Ареал
Япония (типовая местность вида — гора Фудзияма), вероятно Восточный Китай.

## Биология
За год развивается одно поколение. Время лёта бабочек длится с июня по сентябрь. Кормовое растение гусениц — бук.